# Słoweńcy
Słoweńcy (słoweń. Slovenci) – naród południowosłowiański, zamieszkujący głównie Słowenię – stanowią ok. 88% ogółu ludności (1,8 mln). Jako nieliczna mniejszość mieszkają w południowej Austrii (Słoweńcy karynccy) oraz w północno-wschodnich Włoszech. Posługują się językiem słoweńskim.
Chrystianizacja rozpoczęła się w VIII wieku. W większości Słoweńcy są wyznania rzymskokatolickiego. Słowiańscy przodkowie Słoweńców osiedlali się w Słowenii w drugiej połowie VI wieku. W IX w. stworzyli zależne od państwa frankońskiego księstwo, po jego likwidacji zostali wcieleni do państwa frankońskiego, następnie do państwa niemieckiego.
W procesie kształtowania kultury słoweńskiej ścierały się dwie tendencje: z jednej strony wpływy kultury niemieckiej i włoskiej, z drugiej – opór wobec presji obcej kultury, polegający na podkreślaniu i kultywowaniu słowiańskiej tożsamości.
Proces wyodrębniania się nowoczesnego narodu słoweńskiego, datowany na I połowę XIX w., przebiegał w opozycji do unifikującego Serbów i Chorwatów ruchu iliryjskiego oraz stanowił reakcję na zagrożenia germanizacyjne i italianizacyjne.